# Blank Realm
Blank Realm est un groupe de rock indépendant australien, originaire de Brisbane. Il compte une dizaine d'albums depuis 2007.

## Biographie
Le groupe est formé en 2004 à Brisbane par trois frères et sœurs, Daniel, Luke et Sarah Spencer ainsi que de leur frère spirituel Luke Walsh. Le groupe publie ses premiers enregistrements à partir de 2007. Ils signent avec le label britannique Fire Records. C'est sur ce label qu'ils publient des albums plus aboutis et accessibles qui bénéficient de meilleures conditions d'enregistrement ; Go Easy en 2013,,,, Grassed Inn en 2014 et Illegals In Heaven en 2015,.